# Chusquea erecta
Chusquea erecta är en gräsart som beskrevs av Lynn G. Clark. Chusquea erecta ingår i släktet Chusquea och familjen gräs. Inga underarter finns listade i Catalogue of Life.